# 貞聖王后
貞聖王后 徐氏（ていせいおうこう じょし/チョンソンワンフ ソシ、정성왕후 서씨、Queen Jeongseong、1693年1月12日-1757年4月3日）は李氏朝鮮第21代王・英祖の正室。

## 生涯
1692年、達城府院君徐宗悌と岑城府夫人　李氏の間に生まれる。1704年、延礽君と婚礼をあげ、達城府夫人に封じられた。
1721年に延礽君が王世弟に冊封されると、彼女は王世弟嬪となった。1724年、延礽君が英祖として即位すると、王妃に冊立された。自身には子がいなかったことから、英祖の後宮の一人だった暎嬪李氏の息子である荘献世子を実子のように、可愛がった。
1757年に昌徳宮（チャンドックン）大造殿にて、64歳で薨去した。彼女は温厚で寛大な性格でもあった。御陵は弘陵。

## 家族
- 父: 達城府院君　徐宗悌（1656年-1719年）- 領議政を追贈された。
- 母: 岑城府夫人　牛峰李氏（朝鮮語版）（1660年-1738年）
- 兄: 徐命伯（1678年-1733年）- 吏曹判書を追贈された。
  - 甥: 徐徳修（朝鮮語版）（1694年-1722年）- 辛壬士禍で処刑された。
- 夫: 英祖
- 子: なし

## 登場作品
映画
- 『尚衣院 -サンイウォン-』（2014年、配役: パク・シネ）
- 『王の運命 -歴史を変えた八日間-』（2015年、配役: パク・ミョンシン）

テレビドラマ
- 『大王の道』（MBC、1998年、配役: ムン・イェジ）
- 『トンイ』（MBC、2010年、配役: チョン・モレ）
- 『仮面の王 イ・ソン』（MBC、2017年、配役: キム・ソンギョン）
- 『ヘチ　王座への道』（SBS、2019年、配役: チェ・スイム）

| 先代 宣懿王后 | 朝鮮王妃 在位：1724年 - 1757年 | 次代 貞純王后 |